# ساسایما
ساسایما (انگلیسی: Sasaima) نام شهری در کشور کلمبیا است.